# Dana Andrews
Dana Andrews (teljes nevén: Carver Dana Andrews) (Collins, Mississippi, 1909. január 1. – Los Alamitos, Kalifornia, 1992. december 17.) amerikai színész.

## Fiatalkora
Carver Dana Andrews Collinsban egy Mississippi kisvárosban látta meg a napvilágot 1909-ben egy baptista lelkész, Charles Forrest Andrews harmadik gyermekeként a kilencből. A család rövidesen Texasba költözött.
Andrews Houstonba, az állami egyetemre nyert felvételt, ahol üzleti adminisztrációt tanult, és hamarosan a Gulf & Western cégnél kezdett el dolgozni könyvelőként.
1931-ben Los Angelesbe utazott, hogy énekesként próbálja ki magát. Hogy meglegyen a betevője, dolgozott többek között benzinkutasként vagy pincérként is, mígnem az egyik munkaadója hitt a tehetségében, és beíratta egy színművészeti iskolába.

## Karrierje
Andrews első filmszerepét nem mástól, mint a világhírű Samuel Goldwyn producertől kapta 1940-ben a William Wyler által rendezett és Gary Cooper főszereplésével készült Ember a láthatáronban. Szintén emlékezetest alakított gengszterként az 1941-es Szőke szélvész című vígjátékban, majd az egyik legjobbjaként emlegetett Különös eset című westernben 1943-ban Henry Fonda partnereként.
1944-ben, egy lebilincselő film-noirban, a Valakit megöltekben játszott el egy megszállott nyomozót, majd két évvel később a több Oscar-díjjal is kitüntetett Életünk legszebb éveiben alakított egy hazatérő katonát.
1950-ben Otto Preminger Where the Sidewalks End című krimijében főszerepet játszott. Ebben az évben hatalmasodott el rajta alkoholizmusa is, és ez néhány alkalommal majdnem az életébe is került az országúton.
Az '50-es évek közepéig szinte csak B kategóriájú filmekben volt látható. 1956-ban Fritz Lang két sikerfilmjében is szerepelt, az Amíg a város alszikban és a Kétségtelenül indokoltban.
1963-ban a Screen Actors Guild elnökévé választották. Két évvel később Tony Richardson A megboldogult című vígjátékában kapott egy kisebb mellékszerepet, de játszott A halál ötven órája című háborús eposzban is.
A '70-es években a két legemlékezetesebb filmje az Airport 1975 és Elia Kazan – Robert De Niro főszereplésével készült – Az utolsó filmcézárja.

## Magánélete
Andrews 1932. szilveszter éjszakáján vette el Janet Murrayt, aki 1935-ben hunyt el nem sokkal fiúk David (zenész volt, 1964-ben halt meg agyvérzésben) születése után.
1939. november 17-én feleségül vette Mary Toddot, akitől három gyermeke is született: Katherine (1942), Stephen (1944) és Susan (1948).
20 éven keresztül Andrews a családjával a kaliforniai Toluca Lake-en élt, majd miután a gyermekei felnőttek a szintén kaliforniai Studio Citybe költözött a feleségével, ahol barátja, a francia rendező Jacques Tourneur házát vette meg.
Andrews sokáig alkoholizmusban szenvedett, amit végül sikerült legyőznie.1972-ben egy televíziós közérdekű reklámban is szerepelt, amely az alkoholizmus veszélyeiről szólt.

## Halála
Élete utolsó éveiben Andrews Alzheimer-kórban szenvedett és 1992-ben 83 éves korában szívelégtelenségben és tüdőgyulladásban halt meg.

## Filmjei
- 1984 - Prince Jack - The Cardinal
- 1979 - The Pilot - Randolph Evers
- 1978 - Born Again - Tom Phillips
- 1978 - A jó fiúk feketében járnak (Good Guys Wear Black) - Edgar Harolds
- 1976 - Az utolsó filmcézár (The Last Tycoon) - Red Ridingwood
- 1975 - Take a Hard Ride - Morgan
- 1974 - Airport 1975 - Scott Freeman
- 1972 - Innocent Bystanders - Blake
- 1968 - Piszkos osztag (The Devil's Brigade) - Walter Naylor
- 1966 - Johnny Reno - Johnny Reno
- 1965 - A megboldogult (The Loved One) - Buck Brinkman tábornok
- 1965 - A halál ötven órája (Battle of the Bulge) - Pritchard ezredes
- 1965 - Town Tamer - Tom Rosser
- 1965 - Crack in the World - Dr. Stephen Sorenson
- 1965 - Berlino - Appuntamento per le spie - Lancaster őrnagy
- 1965 - Agyhalál (Brainstorm) - Cort Benson
- 1965 - Pokoli találmány (The Satan Bug) - Williams tábornok
- 1965 - In Harm's Way - Broderick admirális
- 1962 - Madison Avenue - Clint Lorimer
- 1960 - The Crowded Sky - Dick Barnett
- 1958 - Enchanted Island - Abner Bedford
- 1957 - A démon éjszakája (Night of the Demon) - Dr. John Holden
- 1957 - Spring Reunion - Fred Davis
- 1957 - Zero Hour! - Ted Stryker hadnagy
- 1956 - Kétségtelenül indokolt (Beyond a Reasonable Doubt) - Tom Garrett
- 1956 - Comanche - Jim Read
- 1956 - Amíg a város alszik (While the City Sleeps) - Edward Mobley
- 1955 - Smoke Signal - Brett Halliday
- 1955 - Strange Lady in Town - Dr. Rourke O'Brien
- 1954 - Duel in the Jungle - Scott Walters
- 1954 - Three Hours to Kill - Jim Guthrie
- 1954 - Elefántjárat (Elephant Walk) - Dick Carver
- 1952 - Assignment: Paris - Jimmy Race
- 1951 - I Want You - Martin Greer
- 1951 - The Frogmen - Jake Flannigan
- 1951 - Sealed Cargo - Pat Bannon
- 1950 - Edge of Doom - Thomas Roth atya
- 1950 - Where the Sidewalks End - Mark Dixon detektív
- 1949 - Sword in the Desert - Mike Dillon
- 1949 - My Foolish Heart - Walt Dreiser
- 1949 - Britannia Mews - Henry Lambert
- 1948 - Deep Waters - Hod Stillwell
- 1948 - No Minor Vices - Perry Aswell
- 1948 - The Iron Curtain - Igor Guzenko
- 1947 - Bumeráng (Boomerang) - Henry L. Harvey államügyész
- 1947 - Daisy Kenyon (Daisy Kenyon) - Dan O'Mara
- 1946 - Életünk legszebb évei (The Best Years of Our Lives) - Fred Derry
- 1946 - Canyon Passage - Logan Stuart
- 1945 - Séta a napsütésben (A Walk in the Sun) - Bill Tyne őrmester
- 1945 - Fallen Angel - Eric Stanton
- 1945 - State Fair - Pat Gilbert
- 1944 - Valakit megöltek (Laura) - Mark McPherson hadnagy
- 1944 - *Wing and a Prayer - Edward Moulton
- 1944 - *The Purple Heart - Harvey Ross százados
- 1944 - Anyámasszony katonája (Up in Arms) - Joe Nelson
- 1943 - *The North Star - Kolja Szimonov
- 1943 - Különös eset (The Ox-Bow Incident) - Donald Martin
- 1943 - Crash Dive - Dewey Connors
- 1942 - Berlin Correspondent - Bill Roberts
- 1941 - Swamp Water - Ben
- 1941 - Szőke szélvész (Ball of Fire) - Joe Lilac
- 1941 - Belle Starr - Thomas Crail őrnagy
- 1941 - Tobacco Road - Tim Harmon százados
- 1940 - Kit Carson - John C. Fremont százados
- 1940 - Sailor's Lady - Wilson
- 1940 - Lucky Cisco Kid - Dunn őrmester
- 1940 - Ember a láthatáron (The Westerner) - Hod Johnson

## Fordítás
- Ez a szócikk részben vagy egészben  a   Dana_Andrews című angol Wikipédia-szócikk fordításán alapul.  Az eredeti cikk szerkesztőit annak laptörténete sorolja fel. Ez a jelzés csupán a megfogalmazás eredetét és a szerzői jogokat jelzi, nem szolgál a cikkben szereplő információk forrásmegjelöléseként.